# 陳淑樺
陳淑樺（チェン シュウファー、サラ・チェン、1958年5月14日 - ）は、台湾台北市出身の女性歌手。

## 経歴
1958年5月14日台湾台北市生まれ。1966年、8歳でラジオの大型歌謡コンテストにて優勝、1967年に台湾語アルバム「水車姑娘」で歌手デビューし、少女歌手として芸能界入りする。
その後、「黒髪変白髪」「夢醒時分」「一生守候」「明明白白我的心」（ジャッキー・チェンとのデュエット）など数々の曲がヒットするが、1997年、歌手人生を中断する（原因は、アンフェタミン入りのダイエット食品を誤って食べたためとされる）。
1998年にある理由で台湾芸能界からフェード・アウトして、後に復帰することを言い伝えるが、いまだに復帰していない。

## ディスコグラフィー

### 滾石唱片
- 等待風起 - (1987年01月21日)
- MIRACLE OF LOVE - (1987年06月22日)
- 女人心 - (1988年02月10日)
- 明天，還愛我嗎 - (1988年11月10日)
- HOLD ME NOW - (1988年12月12日)
- 跟你説，聴你説 - (1989年11月02日)
- 一生守候 - (1990年11月03日)
- 聡明糊塗心 - (1991年12月05日)
- 淑樺的台湾歌 - (1992年06月19日)
- 愛的進行式 - (1994年01月27日)
- 淑樺盛開FOREVER - (1995年06月16日)
- 生生世世 - (1995年12月12日)
- 失楽園 - (1998年1月13日)

### 百代唱片（EMI）
- 等待風起 - (1987年01月21日)
- MIRACLE OF LOVE - (1987年06月22日)
- 女人心 - (1988年02月10日)
- 明天，還愛我嗎 - (1988年11月10日)
- HOLD ME NOW - (1988年12月12日)
- 跟你説，聴你説 - (1989年11月02日)